# 루간다어 위키백과

루간다어 위키백과는 루간다어로 운영되는 위키백과 언어판이다. 기호는 lg이다.